# Đội tuyển bóng đá quốc gia Tunisia
Đội tuyển bóng đá quốc gia Tunisia (tiếng Ả Rập: منتخب تونس لكرة القدم; tiếng Pháp: Équipe de Tunisie de football) là đội tuyển cấp quốc gia của Tunisia do bên Liên đoàn bóng đá Tunisia quản lý.
Thành tích tốt nhất của đội cho đến nay là chức vô địch Cúp bóng đá châu Phi 2004 và tấm huy chương bạc của đại hội Thể thao toàn Phi 1991. Đội đã từng 6 tham dự giải vô địch bóng đá thế giới là vào các năm 1978, 1998, 2002, 2006, 2018 và 2022, tuy nhiên đều không vượt qua được vòng bảng.

## Danh hiệu
- Cúp bóng đá châu Phi: 1

Vô địch: 2004
Á quân: 1965; 1996
Hạng ba: 1962
- Vô địch cúp Ả Rập: 1

Vô địch: 1963

## Thành tích quốc tế

### Giải vô địch bóng đá thế giới
Tính đến nay, đội tuyển Tunisia có 6 lần tham dự các vòng chung kết Giải bóng đá vô địch thế giới, tuy nhiên đều không vượt qua vòng bảng.
| Năm           | Kết quả                             | Th                                  | St                                  | T                                   | H                                   | B                                   | Bt                                  | Bb                                  |
| ------------- | ----------------------------------- | ----------------------------------- | ----------------------------------- | ----------------------------------- | ----------------------------------- | ----------------------------------- | ----------------------------------- | ----------------------------------- |
| 1930 đến 1958 | Không tham dự là thuộc địa của Pháp | Không tham dự là thuộc địa của Pháp | Không tham dự là thuộc địa của Pháp | Không tham dự là thuộc địa của Pháp | Không tham dự là thuộc địa của Pháp | Không tham dự là thuộc địa của Pháp | Không tham dự là thuộc địa của Pháp | Không tham dự là thuộc địa của Pháp |
| 1962          | Không vượt qua vòng loại            | Không vượt qua vòng loại            | Không vượt qua vòng loại            | Không vượt qua vòng loại            | Không vượt qua vòng loại            | Không vượt qua vòng loại            | Không vượt qua vòng loại            | Không vượt qua vòng loại            |
| 1966          | Bỏ cuộc                             | Bỏ cuộc                             | Bỏ cuộc                             | Bỏ cuộc                             | Bỏ cuộc                             | Bỏ cuộc                             | Bỏ cuộc                             | Bỏ cuộc                             |
| 1970 đến 1974 | Không vượt qua vòng loại            | Không vượt qua vòng loại            | Không vượt qua vòng loại            | Không vượt qua vòng loại            | Không vượt qua vòng loại            | Không vượt qua vòng loại            | Không vượt qua vòng loại            | Không vượt qua vòng loại            |
| 1978          | Vòng 1                              | 9/16                                | 3                                   | 1                                   | 1                                   | 1                                   | 3                                   | 2                                   |
| 1982 đến 1994 | Không vượt qua vòng loại            | Không vượt qua vòng loại            | Không vượt qua vòng loại            | Không vượt qua vòng loại            | Không vượt qua vòng loại            | Không vượt qua vòng loại            | Không vượt qua vòng loại            | Không vượt qua vòng loại            |
| 1998          | Vòng 1                              | 26/32                               | 3                                   | 0                                   | 1                                   | 2                                   | 1                                   | 4                                   |
| 2002          | Vòng 1                              | 29/32                               | 3                                   | 0                                   | 1                                   | 2                                   | 1                                   | 5                                   |
| 2006          | Vòng 1                              | 24/32                               | 3                                   | 0                                   | 1                                   | 2                                   | 3                                   | 6                                   |
| 2010 đến 2014 | Không vượt qua vòng loại            | Không vượt qua vòng loại            | Không vượt qua vòng loại            | Không vượt qua vòng loại            | Không vượt qua vòng loại            | Không vượt qua vòng loại            | Không vượt qua vòng loại            | Không vượt qua vòng loại            |
| 2018          | Vòng 1                              | 24/32                               | 3                                   | 1                                   | 0                                   | 2                                   | 5                                   | 8                                   |
| 2022          | Vòng 1                              | 21/32                               | 3                                   | 1                                   | 1                                   | 1                                   | 1                                   | 1                                   |
| 2026 đến 2034 | Chưa xác định                       | Chưa xác định                       | Chưa xác định                       | Chưa xác định                       | Chưa xác định                       | Chưa xác định                       | Chưa xác định                       | Chưa xác định                       |
| Tổng cộng     | 6/22 Vòng 1                         | 6/22 Vòng 1                         | 18                                  | 3                                   | 5                                   | 10                                  | 14                                  | 26                                  |

### Cúp bóng đá châu Phi
Tunisia từng 3 lần đăng cai vòng chung kết Cúp bóng đá châu Phi, chỉ sau Ai Cập và Ghana (4 lần). Họ cũng từng 3 lần vào chung kết giải đấu, trong đó vô địch một lần năm 2004 khi là chủ nhà.
| Cúp bóng đá châu Phi | Cúp bóng đá châu Phi                | Cúp bóng đá châu Phi                | Cúp bóng đá châu Phi                | Cúp bóng đá châu Phi                | Cúp bóng đá châu Phi                | Cúp bóng đá châu Phi                | Cúp bóng đá châu Phi                | Cúp bóng đá châu Phi                | Cúp bóng đá châu Phi |
| Vòng chung kết: 21   | Vòng chung kết: 21                  | Vòng chung kết: 21                  | Vòng chung kết: 21                  | Vòng chung kết: 21                  | Vòng chung kết: 21                  | Vòng chung kết: 21                  | Vòng chung kết: 21                  | Vòng chung kết: 21                  | Vòng chung kết: 21   |
| Năm                  | Vòng                                | Hạng                                | Pld                                 | W                                   | D                                   | L                                   | GF                                  | GA                                  |                      |
| -------------------- | ----------------------------------- | ----------------------------------- | ----------------------------------- | ----------------------------------- | ----------------------------------- | ----------------------------------- | ----------------------------------- | ----------------------------------- | -------------------- |
| 1957 đến 1959        | Không tham dự là thuộc địa của Pháp | Không tham dự là thuộc địa của Pháp | Không tham dự là thuộc địa của Pháp | Không tham dự là thuộc địa của Pháp | Không tham dự là thuộc địa của Pháp | Không tham dự là thuộc địa của Pháp | Không tham dự là thuộc địa của Pháp | Không tham dự là thuộc địa của Pháp |                      |
| 1962                 | Hạng ba                             | 3rd                                 | 2                                   | 1                                   | 0                                   | 1                                   | 5                                   | 4                                   |                      |
| 1963                 | Vòng 1                              | 5th                                 | 2                                   | 0                                   | 1                                   | 1                                   | 3                                   | 5                                   |                      |
| 1965                 | Á quân                              | 2nd                                 | 3                                   | 1                                   | 1                                   | 1                                   | 6                                   | 3                                   |                      |
| 1968                 | Không vượt qua vòng loại            | Không vượt qua vòng loại            | Không vượt qua vòng loại            | Không vượt qua vòng loại            | Không vượt qua vòng loại            | Không vượt qua vòng loại            | Không vượt qua vòng loại            | Không vượt qua vòng loại            |                      |
| 1970 đến 1974        | Không tham dự                       | Không tham dự                       | Không tham dự                       | Không tham dự                       | Không tham dự                       | Không tham dự                       | Không tham dự                       | Không tham dự                       |                      |
| 1976                 | Không vượt qua vòng loại            | Không vượt qua vòng loại            | Không vượt qua vòng loại            | Không vượt qua vòng loại            | Không vượt qua vòng loại            | Không vượt qua vòng loại            | Không vượt qua vòng loại            | Không vượt qua vòng loại            |                      |
| 1978                 | Hạng tư                             | 4th                                 | 5                                   | 1                                   | 3                                   | 1                                   | 5                                   | 4                                   |                      |
| 1980                 | Bỏ cuộc                             | Bỏ cuộc                             | Bỏ cuộc                             | Bỏ cuộc                             | Bỏ cuộc                             | Bỏ cuộc                             | Bỏ cuộc                             | Bỏ cuộc                             |                      |
| 1982                 | Vòng 1                              | 7th                                 | 3                                   | 0                                   | 1                                   | 2                                   | 1                                   | 4                                   |                      |
| 1984 đến 1992        | Không vượt qua vòng loại            | Không vượt qua vòng loại            | Không vượt qua vòng loại            | Không vượt qua vòng loại            | Không vượt qua vòng loại            | Không vượt qua vòng loại            | Không vượt qua vòng loại            | Không vượt qua vòng loại            |                      |
| 1994                 | Vòng 1                              | 9th                                 | 2                                   | 0                                   | 1                                   | 1                                   | 1                                   | 3                                   |                      |
| 1996                 | Á quân                              | 2nd                                 | 6                                   | 2                                   | 2                                   | 2                                   | 10                                  | 9                                   |                      |
| 1998                 | Tứ kết                              | 5th                                 | 4                                   | 2                                   | 1                                   | 1                                   | 6                                   | 5                                   |                      |
| 2000                 | Hạng tư                             | 4th                                 | 6                                   | 2                                   | 2                                   | 2                                   | 6                                   | 9                                   |                      |
| 2002                 | Vòng 1                              | 11th                                | 3                                   | 0                                   | 2                                   | 1                                   | 0                                   | 1                                   |                      |
| 2004                 | Vô địch                             | 1st                                 | 6                                   | 4                                   | 2                                   | 0                                   | 10                                  | 4                                   |                      |
| 2006                 | Tứ kết                              | 6th                                 | 4                                   | 2                                   | 1                                   | 1                                   | 7                                   | 5                                   |                      |
| 2008                 | Tứ kết                              | 5th                                 | 4                                   | 1                                   | 2                                   | 1                                   | 7                                   | 6                                   |                      |
| 2010                 | Vòng 1                              | 12th                                | 3                                   | 0                                   | 3                                   | 0                                   | 3                                   | 3                                   |                      |
| 2012                 | Tứ kết                              | 6th                                 | 4                                   | 2                                   | 0                                   | 2                                   | 5                                   | 5                                   |                      |
| 2013                 | Vòng 1                              | 12th                                | 3                                   | 1                                   | 1                                   | 1                                   | 2                                   | 4                                   |                      |
| 2015                 | Tứ kết                              | 7th                                 | 4                                   | 1                                   | 2                                   | 1                                   | 5                                   | 5                                   |                      |
| 2017                 | Tứ kết                              | 8th                                 | 4                                   | 2                                   | 0                                   | 2                                   | 6                                   | 7                                   |                      |
| 2019                 | Hạng tư                             | 4th                                 | 7                                   | 1                                   | 4                                   | 2                                   | 6                                   | 5                                   |                      |
| 2021                 | Tứ kết                              | 8th                                 | 5                                   | 2                                   | 0                                   | 3                                   | 5                                   | 3                                   |                      |
| 2023                 | Vòng 1                              | 20th                                | 3                                   | 0                                   | 2                                   | 1                                   | 1                                   | 2                                   |                      |
| 2025                 | Chưa xác định                       | Chưa xác định                       | Chưa xác định                       | Chưa xác định                       | Chưa xác định                       | Chưa xác định                       | Chưa xác định                       | Chưa xác định                       |                      |
| 2027                 | Chưa xác định                       | Chưa xác định                       | Chưa xác định                       | Chưa xác định                       | Chưa xác định                       | Chưa xác định                       | Chưa xác định                       | Chưa xác định                       |                      |
| Tổng cộng            | 1 lần vô địch                       | 21/34                               | 83                                  | 24                                  | 31                                  | 27                                  | 100                                 | 96                                  |                      |

- Khung đỏ: Chủ nhà

### Cúp Liên đoàn các châu lục
Tunisia từng một lần tham dự Cúp Liên đoàn các châu lục với tư cách nhà vô địch châu Phi. Tuy nhiên họ không vượt qua vòng bảng.
| Năm           | Kết quả                   | Th                        | St                        | T                         | H                         | B                         | Bt                        | Bb                        |
| ------------- | ------------------------- | ------------------------- | ------------------------- | ------------------------- | ------------------------- | ------------------------- | ------------------------- | ------------------------- |
| 1992 đến 2003 | Không giành quyền tham dự | Không giành quyền tham dự | Không giành quyền tham dự | Không giành quyền tham dự | Không giành quyền tham dự | Không giành quyền tham dự | Không giành quyền tham dự | Không giành quyền tham dự |
| 2005          | Vòng bảng                 | 6                         | 3                         | 1                         | 0                         | 2                         | 3                         | 5                         |
| 2009 đến 2017 | Không giành quyền tham dự | Không giành quyền tham dự | Không giành quyền tham dự | Không giành quyền tham dự | Không giành quyền tham dự | Không giành quyền tham dự | Không giành quyền tham dự | Không giành quyền tham dự |
| Tổng cộng     | 1/10 Vòng bảng            | 1/10 Vòng bảng            | 3                         | 1                         | 0                         | 2                         | 3                         | 5                         |

### Thế vận hội Mùa hè
Tunisia từng hai lần tham dự Thế vận hội Mùa hè, tuy nhiên đều không vượt qua được vòng bảng.
- (Nội dung thi đấu dành cho cấp đội tuyển quốc gia cho đến kỳ Đại hội năm 1988)

| Thế vận hội Mùa hè | Thế vận hội Mùa hè                  | Thế vận hội Mùa hè                  | Thế vận hội Mùa hè                  | Thế vận hội Mùa hè                  | Thế vận hội Mùa hè                  | Thế vận hội Mùa hè                  | Thế vận hội Mùa hè                  | Thế vận hội Mùa hè                  |
| Vòng chung kết: 2  | Vòng chung kết: 2                   | Vòng chung kết: 2                   | Vòng chung kết: 2                   | Vòng chung kết: 2                   | Vòng chung kết: 2                   | Vòng chung kết: 2                   | Vòng chung kết: 2                   | Vòng chung kết: 2                   |
| Năm                | Vòng                                | Hạng                                | Pld                                 | W                                   | D                                   | L                                   | GF                                  | GA                                  |
| ------------------ | ----------------------------------- | ----------------------------------- | ----------------------------------- | ----------------------------------- | ----------------------------------- | ----------------------------------- | ----------------------------------- | ----------------------------------- |
| 1900 đến 1956      | Không tham dự là thuộc địa của Pháp | Không tham dự là thuộc địa của Pháp | Không tham dự là thuộc địa của Pháp | Không tham dự là thuộc địa của Pháp | Không tham dự là thuộc địa của Pháp | Không tham dự là thuộc địa của Pháp | Không tham dự là thuộc địa của Pháp | Không tham dự là thuộc địa của Pháp |
| 1960               | Vòng bảng                           | 15th                                | 3                                   | 0                                   | 0                                   | 3                                   | 3                                   | 11                                  |
| 1964 đến 1984      | Không vượt qua vòng loại            | Không vượt qua vòng loại            | Không vượt qua vòng loại            | Không vượt qua vòng loại            | Không vượt qua vòng loại            | Không vượt qua vòng loại            | Không vượt qua vòng loại            | Không vượt qua vòng loại            |
| 1988               | Vòng bảng                           | 13th                                | 3                                   | 0                                   | 2                                   | 1                                   | 3                                   | 6                                   |
| Tổng cộng          | 2 lần vòng bảng                     | 2/19                                | 6                                   | 0                                   | 2                                   | 4                                   | 6                                   | 17                                  |

### Cúp bóng đá Ả Rập
| Năm       | Vòng          | Hạng          | Pld           | W             | D             | L             | GF            | GA            |               |
| --------- | ------------- | ------------- | ------------- | ------------- | ------------- | ------------- | ------------- | ------------- | ------------- |
| 1963      | Vô địch       | 1st           | 4             | 4             | 0             | 0             | 11            | 1             |               |
| 1964      | Không tham dự | Không tham dự | Không tham dự | Không tham dự | Không tham dự | Không tham dự | Không tham dự | Không tham dự | Không tham dự |
| 1966      | Không tham dự | Không tham dự | Không tham dự | Không tham dự | Không tham dự | Không tham dự | Không tham dự | Không tham dự | Không tham dự |
| 1985      | Không tham dự | Không tham dự | Không tham dự | Không tham dự | Không tham dự | Không tham dự | Không tham dự | Không tham dự | Không tham dự |
| 1988      | Vòng bảng     | 7th           | 4             | 0             | 3             | 1             | 3             | 4             |               |
| 1992      | Không tham dự | Không tham dự | Không tham dự | Không tham dự | Không tham dự | Không tham dự | Không tham dự | Không tham dự | Không tham dự |
| 1998      | Không tham dự | Không tham dự | Không tham dự | Không tham dự | Không tham dự | Không tham dự | Không tham dự | Không tham dự | Không tham dự |
| 2002      | Không tham dự | Không tham dự | Không tham dự | Không tham dự | Không tham dự | Không tham dự | Không tham dự | Không tham dự | Không tham dự |
| 2012      | Không tham dự | Không tham dự | Không tham dự | Không tham dự | Không tham dự | Không tham dự | Không tham dự | Không tham dự | Không tham dự |
| 2021      | Á quân        | 2nd           | 6             | 4             | 0             | 2             | 9             | 6             |               |
| Tổng cộng | 1 lần vô địch | 3/10          | 14            | 8             | 3             | 3             | 23            | 11            |               |

## Kết quả thi đấu

### 2024
| 6 tháng 1 Giao hữu | Tunisia | 0–0      | Mauritanie | Tunis, Tunisia                                                                         |  |
| 19:30 UTC+1        |         | Chi tiết |            | Sân vận động: Sân vận động Olympique Hammadi Agrebi Trọng tài: Abdulrazg Ahmed (Libya) |  |

| 10 tháng 1 Giao hữu | Tunisia                    | 2–0      | Cabo Verde | Tunis, Tunisia                                      |  |
| 18:30 UTC+1         | - Achouri 12' - Msakni 53' | Chi tiết |            | Sân vận động: Sân vận động Olympique Hammadi Agrebi |  |

| 16 tháng 1 CAN 2023 | Tunisia | 0–1      | Namibia     | Korhogo, Bờ Biển Ngà                                                                                              |  |
| 17:00 UTC±0         |         | Chi tiết | - Hotto 88' | Sân vận động: Sân vận động Amadou Gon Coulibaly Lượng khán giả: 13,991 Trọng tài: Omar Abdulkadir Artan (Somalia) |  |

| 20 tháng 1 CAN 2023 | Tunisia   | 1–1      | Mali         | Korhogo, Bờ Biển Ngà                                                                                        |  |
| 20:00 UTC±0         | Rafia 20' | Chi tiết | Sinayoko 10' | Sân vận động: Sân vận động Amadou Gon Coulibaly Lượng khán giả: 18,130 Trọng tài: Daniel Nii Laryea (Ghana) |  |

| 24 tháng 1 CAN 2023 | Nam Phi | 0–0      | Tunisia | Korhogo, Bờ Biển Ngà                                                         |  |
| 17:00 UTC±0         |         | Chi tiết |         | Sân vận động: Sân vận động Amadou Gon Coulibaly Trọng tài: Issa Sy (Sénégal) |  |

| 23 tháng 3 ACUD Cup 2024                                               | Tunisia | 0–0 (4–5 p)                                                                        | Croatia | Cairo, Ai Cập                                                                |  |
| 22:00 UTC+2                                                            |         | Chi tiết                                                                           |         | Sân vận động: Sân vận động Quốc tế Cairo Trọng tài: Mohamed Maarouf (Ai Cập) |  |
|                                                                        |         | Loạt sút luân lưu                                                                  |         |                                                                              |  |
| - Ben Romdhane - Laïdouni - Abdi - Jelassi - Ltaief - Jaziri - Haddadi |         | - Vlašić - Kramarić - Petković - Majer - Mario Pašalić - Juranović - Marco Pašalić |         |                                                                              |  |

| 26 tháng 3 ACUD Cup 2024             | New Zealand | 0–0 (2–4 p)                              | Tunisia | Cairo, Ai Cập                                                                  |  |
| 22:00 UTC+2                          |             | Chi tiết                                 |         | Sân vận động: Sân vận động Quốc tế Cairo Trọng tài: Ahmed El Ghandour (Ai Cập) |  |
|                                      |             | Loạt sút luân lưu                        |         |                                                                                |  |
| - Waine - Barbarouses - Just - Rufer |             | - Ben Romdhane - Laïdouni - Abdi - Ghram |         |                                                                                |  |

| 5 tháng 6 Vòng loại FIFA World Cup 2026 | Tunisia                    | 1–0      | Guinea Xích Đạo | Tunis, Tunisia                                                                                     |  |
| 20:00 UTC+1                             | - Ben Romdhane 82' (ph.đ.) | Chi tiết |                 | Sân vận động: Sân vận động Hammadi Agrebi Lượng khán giả: 25,000 Trọng tài: Abongile Tom (Nam Phi) |  |

| 9 tháng 6 Vòng loại FIFA World Cup 2026 | Namibia | 0–0      | Tunisia | Johannesburg, Nam Phi                                                   |  |
| 21:00 UTC+2                             |         | Chi tiết |         | Sân vận động: Sân vận động Orlando Trọng tài: Dahane Beida (Mauritanie) |  |

| 2 tháng 9 Vòng loại CAN 2025 | Tunisia | v | Madagascar | Tunis, Tunisia                                           |  |
| --:-- UTC+1                  |         |   |            | Sân vận động: Sân vận động Hammadi Agrebi Trọng tài: TBD |  |

| 6 tháng 9 Vòng loại CAN 2025 | Gambia | v | Tunisia | TBD                              |  |
| --:--                        |        |   |         | Sân vận động: TBD Trọng tài: TBD |  |

| 11 tháng 10 Vòng loại CAN 2025 | Tunisia | v | Comoros | Tunis, Tunisia                                           |  |
| --:-- UTC+1                    |         |   |         | Sân vận động: Sân vận động Hammadi Agrebi Trọng tài: TBD |  |

| 15 tháng 10 Vòng loại CAN 2025 | Comoros | v | Tunisia | TBD                              |  |
| --:--                          |         |   |         | Sân vận động: TBD Trọng tài: TBD |  |

| 11 tháng 11 Vòng loại CAN 2025 | Madagascar | v | Tunisia | TBD                              |  |
| --:--                          |            |   |         | Sân vận động: TBD Trọng tài: TBD |  |

| 15 tháng 11 Vòng loại CAN 2025 | Tunisia | v | Gambia | Tunis, Tunisia                                           |  |
| --:-- UTC+1                    |         |   |        | Sân vận động: Sân vận động Hammadi Agrebi Trọng tài: TBD |  |

## Cầu thủ

### Đội hình hiện tại
Đây là đội hình tham dự CAN 2023.
Các chỉ số thống kê tính tới ngày 24 tháng 1 năm 2024 sau trận gặp Nam Phi.
| Số | VT | Cầu thủ                     | Ngày sinh (tuổi)          | Trận | Bàn | Câu lạc bộ          |
| -- | -- | --------------------------- | ------------------------- | ---- | --- | ------------------- |
| 1  | TM | Mouez Hassen                | 5 tháng 3, 1995           | 21   | 0   | Club Africain       |
| 16 | TM | Aymen Dahmen                | 28 tháng 1, 1997          | 15   | 0   | Al-Hazem            |
| 22 | TM | Bechir Ben Saïd             | 29 tháng 11, 1992         | 17   | 0   | Union Monastirienne |
|    |    |                             |                           |      |     |                     |
| 2  | HV | Ali Abdi                    | 20 tháng 12, 1993         | 24   | 2   | Caen                |
| 3  | HV | Montassar Talbi             | 26 tháng 5, 1998          | 40   | 2   | Lorient             |
| 4  | HV | Yassine Meriah              | 2 tháng 7, 1993           | 79   | 4   | Espérance de Tunis  |
| 12 | HV | Ali Maâloul                 | 1 tháng 1, 1990           | 90   | 3   | Al Ahly             |
| 13 | HV | Hamza Jelassi               | 29 tháng 9, 1991          | 1    | 0   | Étoile du Sahel     |
| 15 | HV | Oussama Haddadi             | 28 tháng 1, 1992          | 30   | 0   | Greuther Fürth      |
| 20 | HV | Yan Valery                  | 22 tháng 2, 1999          | 8    | 0   | Angers              |
| 21 | HV | Wajdi Kechrida              | 5 tháng 11, 1995          | 35   | 0   | Atromitos           |
| 26 | HV | Alaa Ghram                  | 24 tháng 7, 2001          | 2    | 0   | Club Sfaxien        |
|    |    |                             |                           |      |     |                     |
| 5  | TV | Mohamed Ali Ben Romdhane    | 6 tháng 9, 1999           | 36   | 1   | Ferencváros         |
| 6  | TV | Houssem Tka                 | 16 tháng 8, 2000          | 1    | 0   | Espérance de Tunis  |
| 8  | TV | Hamza Rafia                 | 22 tháng 4, 1999          | 28   | 3   | Lecce               |
| 10 | TV | Anis Ben Slimane            | 16 tháng 3, 2001          | 35   | 4   | Sheffield United    |
| 14 | TV | Aïssa Laïdouni              | 13 tháng 12, 1996         | 43   | 2   | Union Berlin        |
| 17 | TV | Ellyes Skhiri               | 10 tháng 5, 1995          | 65   | 3   | Eintracht Frankfurt |
| 25 | TV | Hadj Mahmoud                | 24 tháng 4, 2000          | 0    | 0   | Lugano              |
|    |    |                             |                           |      |     |                     |
| 7  | TĐ | Youssef Msakni (đội trưởng) | 28 tháng 10, 1990         | 102  | 23  | Al Arabi            |
| 9  | TĐ | Haythem Jouini              | 7 tháng 5, 1993           | 11   | 2   | Stade Tunisien      |
| 11 | TĐ | Taha Yassine Khenissi       | 6 tháng 1, 1992 (32 tuổi) | 50   | 9   | Kuwait SC           |
| 18 | TĐ | Sayfallah Ltaief            | 22 tháng 4, 2000          | 10   | 0   | Winterthur          |
| 19 | TĐ | Bassem Srarfi               | 25 tháng 6, 1997          | 19   | 1   | Club Africain       |
| 23 | TĐ | Naïm Sliti                  | 27 tháng 7, 1992          | 77   | 14  | Al-Ahli             |
| 24 | TĐ | Seifeddine Jaziri           | 12 tháng 2, 1993          | 34   | 10  | Zamalek             |
| 27 | TĐ | Elias Achouri               | 10 tháng 2, 1999          | 13   | 1   | Copenhagen          |

### Triệu tập gần đây
| Vt | Cầu thủ              | Ngày sinh (tuổi)  | Số trận | Bt | Câu lạc bộ                 | Lần cuối triệu tập            |
| -- | -------------------- | ----------------- | ------- | -- | -------------------------- | ----------------------------- |
| TM | Dries Arfaoui        | 23 tháng 11, 2004 | 0       | 0  | Deinze                     | 2023 Africa Cup of NationsPRE |
| TM | Ali Jemal            | 9 tháng 6, 1990   | 0       | 0  | Étoile du Sahel            | 2023 Africa Cup of NationsPRE |
| TM | Amenallah Memmiche   | 20 tháng 4, 2004  | 0       | 0  | Espérance de Tunis         | 2023 Africa Cup of NationsPRE |
| TM | Moez Ben Cherifia    | 24 tháng 6, 1991  | 22      | 0  | Espérance de Tunis         | v. Libya, 28 March 2023       |
|    |                      |                   |         |    |                            |                               |
| HV | Mortadha Ben Ouanes  | 2 tháng 7, 1994   | 6       | 0  | Kasımpaşa                  | 2023 Africa Cup of NationsWD  |
| HV | Amin Cherni          | 7 tháng 7, 2001   | 1       | 0  | Laval                      | 2023 Africa Cup of NationsPRE |
| HV | Ghaith Zaalouni      | 6 tháng 5, 2002   | 0       | 0  | Club Africain              | 2023 Africa Cup of NationsPRE |
| HV | Mohamed Dräger       | 25 tháng 6, 1996  | 39      | 3  | Basel                      | 2023 Africa Cup of NationsPRE |
| HV | Hamza Mathlouthi     | 25 tháng 7, 1992  | 36      | 1  | Zamalek                    | 2023 Africa Cup of NationsPRE |
| HV | Omar Rekik           | 20 tháng 12, 2001 | 3       | 0  | Wigan                      | 2023 Africa Cup of NationsPRE |
| HV | Ayman Ben Mohamed    | 8 tháng 12, 1994  | 14      | 0  | Guingamp                   | 2023 Africa Cup of NationsPRE |
| HV | Nader Ghandri        | 18 tháng 2, 1995  | 10      | 0  | Ajman Club                 | 2023 Africa Cup of NationsPRE |
| HV | Dylan Bronn          | 19 tháng 6, 1995  | 38      | 2  | Salernitana                | v. Libya, 24 March 2023       |
|    |                      |                   |         |    |                            |                               |
| TV | Ferjani Sassi        | 18 tháng 3, 1992  | 79      | 6  | Al-Gharafa                 | 2023 Africa Cup of NationsPRE |
| TV | Firas Ben Larbi      | 27 tháng 5, 1996  | 13      | 3  | Sharjah                    | 2023 Africa Cup of NationsPRE |
| TV | Hannibal Mejbri      | 21 tháng 1, 2003  | 27      | 0  | Manchester United          | 2023 Africa Cup of NationsPRE |
| TV | Ahmed Khalil         | 21 tháng 12, 1994 | 6       | 0  | Club Africain              | 2023 Africa Cup of NationsPRE |
| TV | Samy Chouchane       | 5 tháng 9, 2003   | 0       | 0  | Brighton & Hove Albion U21 | 2023 Africa Cup of NationsPRE |
| TV | Haykeul Chikhaoui    | 4 tháng 9, 1996   | 1       | 0  | Ajman Club                 | 2023 Africa Cup of NationsPRE |
| TV | Oussama Abid         | 10 tháng 8, 2002  | 0       | 0  | Étoile du Sahel            | 2023 Africa Cup of NationsPRE |
| TV | Faissal Mannai       | 3 tháng 2, 1996   | 0       | 0  | US Monastir                | 2023 Africa Cup of NationsPRE |
| TV | Mohamed Wael Derbali | 18 tháng 6, 2003  | 1       | 0  | Espérance de Tunis         | v. Algérie, 20 June 2023      |
| TV | Ghailene Chaalali    | 28 tháng 2, 1994  | 31      | 1  | Espérance de Tunis         | v. Libya, 28 March 2023INJ    |
| TV | Chaïm El Djebali     | 7 tháng 2, 2004   | 1       | 0  | Lyon B                     | v. Libya, 28 March 2023       |
|    |                      |                   |         |    |                            |                               |
| TĐ | Anas Haj Mohamed     | 26 tháng 3, 2005  | 2       | 0  | Parma                      | 2023 Africa Cup of NationsPRE |
| TĐ | Issam Jebali         | 25 tháng 12, 1991 | 16      | 2  | Gamba Osaka                | 2023 Africa Cup of NationsPRE |
| TĐ | Firas Chaouat        | 8 tháng 5, 1996   | 12      | 2  | Muharraq                   | 2023 Africa Cup of NationsPRE |
| TĐ | Hamdi Labidi         | 9 tháng 6, 2002   | 2       | 0  | Club Africain              | 2023 Africa Cup of NationsPRE |
| TĐ | Oussama Bouguerra    | 17 tháng 10, 1998 | 1       | 0  | Espérance de Tunis         | 2023 Africa Cup of NationsPRE |
| TĐ | Elias Saad           | 27 tháng 12, 1999 | 0       | 0  | FC St Pauli                | 2023 Africa Cup of NationsPRE |
| TĐ | Raki Aouani          | 11 tháng 9, 2004  | 0       | 0  | Étoile du Sahel            | 2023 Africa Cup of NationsPRE |
| TĐ | Youssef Abdelli      | 9 tháng 9, 1998   | 0       | 0  | Étoile du Sahel            | 2023 Africa Cup of NationsPRE |
| TĐ | Bilel Mejri          | 6 tháng 2, 1996   | 0       | 0  | Stade Tunisien             | 2023 Africa Cup of NationsPRE |
| TĐ | Amor Layouni         | 3 tháng 10, 1992  | 5       | 1  | BK Häcken                  | v. Ai Cập, 12 September 2023  |
| TĐ | Ali Youssef          | 5 tháng 8, 2000   | 2       | 0  | BK Häcken                  | v. Ai Cập, 12 September 2023  |
| TĐ | Mohamed Dhaoui       | 14 tháng 5, 2003  | 2       | 0  | Al Ahly                    | v. Algérie, 20 June 2023      |

Chú thích
INJ Cầu thủ rút lui vì chấn thương.

### Kỷ lục
Tính đến 24 tháng 1 năm 2024
Cầu thủ in đậm vẫn còn thi đấu ở đội tuyển quốc gia.
| STT | Cầu thủ              | Số trận | Bàn thắng | Vị trí   | Thời gian thi đấu |
| --- | -------------------- | ------- | --------- | -------- | ----------------- |
| 1   | Radhi Jaïdi          | 105     | 7         | Hậu vệ   | 1996–2009         |
| 2   | Youssef Msakni       | 102     | 23        | Tiền đạo | 2010–             |
| 3   | Chokri El Ouaer      | 97      | 0         | Thủ môn  | 1990–2002         |
| 4   | Khaled Badra         | 96      | 10        | Hậu vệ   | 1995–2006         |
| 5   | Khaled Ben Yahia     | 95      | 5         | Hậu vệ   | 1979–1993         |
| 5   | Kaies Ghodhbane      | 95      | 6         | Tiền vệ  | 1995–2006         |
| 6   | Riadh Bouazizi       | 92      | 3         | Tiền vệ  | 1995–2006         |
| 8   | Tarak Dhiab          | 89      | 12        | Tiền đạo | 1974–1990         |
| 9   | Sadok Sassi          | 87      | 0         | Thủ môn  | 1963–1978         |
| 10  | Mohamed Ali Mahjoubi | 86      | 17        | Tiền vệ  | 1985–1995         |

| STT | Cầu thủ              | Bàn thắng | Số trận | Hiệu suất | Thời gian thi đấu |
| --- | -------------------- | --------- | ------- | --------- | ----------------- |
| 1   | Issam Jemâa          | 36        | 84      | 0.43      | 2005–2014         |
| 2   | Wahbi Khazri         | 25        | 74      | 0.34      | 2013–2022         |
| 3   | Francileudo Santos   | 22        | 41      | 0.51      | 2004–2008         |
| 3   | Youssef Msakni       | 23        | 102     | 0.23      | 2010–             |
| 5   | Adel Sellimi         | 20        | 80      | 0.25      | 1990–2002         |
| 6   | Faouzi Rouissi       | 18        | 42      | 0.43      | 1989–2001         |
| 7   | Mohamed Ali Mahjoubi | 17        | 86      | 0.2       | 1985–1995         |
| 8   | Mohamed Salah Jedidi | 15        | 32      | 0.47      | 1962–1965         |
| 9   | Hassen Gabsi         | 14        | 50      | 0.28      | 1997–2002         |
| 9   | Zied Jaziri          | 14        | 63      | 0.22      | 1999–2007         |